# Borbon
Borbon ist eine philippinische Stadtgemeinde in der Provinz Cebu. Sie hat 35.526 Einwohner (Zensus 1. August 2015).

## Baranggays
Borbon ist politisch in 19 Baranggays unterteilt.
| - Bagacay - Bili - Bingay - Bongdo - Bongdo Gua - Bongoyan - Cadaruhan - Cajel - Campusong - Clavera | - Don Gregorio Antigua (Taytay) - Laaw - Lugo - Managase - Poblacion - Sagay - San Jose - Tabunan - Tagnucan |

## Referenz
- Amtliche Homepage von Cebu